# Aster jishouensis
Aster jishouensis là một loài thực vật có hoa trong họ Cúc. Loài này được W.P.Li & S.X.Liu mô tả khoa học đầu tiên năm 2002.